# Адіабатична гармата
Адіабатична гармата — електронна гармата для формування трубчастого електронного потоку з гвинтовими траєкторіями електронів і малим розкидом електронів за швидкостями; різновид магнетронної гармати. Адіабатична гармата містить осесиметричні катод і анод, які мають форму зрізаних конусів і розташовуються
в кінці соленоїда, де магнітне поле зростає. Рух електронів за гвинтовою траєкторією забезпечується застосуванням схрещених статичних електричних і магнітних полів, які й визначають зміну в осьовому напрямку, причому в межах кроку гвинтової лінії параметри електронного потоку змінюються незначно (т. зв. адіабатична зміна поля). Адіабатичні гармати застосовуються в лазерах на вільних електронах.